# Stress da vampiro
Stress da vampiro (Vampire's Kiss) è un film diretto da Robert Bierman con Nicolas Cage del 1989.

## Trama
(Peter Loew)
Peter Loew va dalla psichiatra, Dottoressa Glaser, e le racconta i suoi ultimi giorni, tra cui la conoscenza con una ragazza in un locale, di nome Jackie.
Se la porta a letto, ma sul più bello entra un pipistrello e per questo motivo scappano.
Peter è il direttore di una società di New York che si occupa di svariati tipi di contratti e ha come segretaria Alva, d'origine ispanica.
Ben presto Peter conosce Rachel, una misteriosa donna che se lo porta a letto e lo vampirizza.
Peter cambia drasticamente sia nel lavoro che nella vita di tutti i giorni, divenendo sempre più nervoso e intransigente.
Rompe con Jackie, tratta male Alva, soprattutto per quanto riguarda il reperimento di un vecchio contratto, tanto che un giorno, disperata, decide di darsi malata.
Peter però sospetta che ciò non sia vero e la va a trovare in taxi a casa sua; la convince a tornare al lavoro.
Prima però lei, che porta sempre una pistola con sé per intimorire eventuali aggressori, si ferma dal fratello Emilio, che le dà delle pallottole a salve.
Peter è sempre più convinto di essere un vampiro e, quando Alva finalmente trova il contratto, lui le dice che è troppo tardi e la insegue.
Una volta raggiunta, la violenta e, in preda a una profonda crisi esistenziale, si spara due colpi di pistola in bocca, ma essendo a salve non muore.
Si convince ancora di più che è immortale e un vampiro; infatti si mette a urlarlo per strada e va a comprarsi una dentiera da vampiro.
In discoteca uccide una ragazza. Alva, intanto, traumatizzata va dal fratello che si mette in cerca di Peter, il quale, sempre più in crisi se ne va in giro con un palo appuntito e si immagina di incontrare la psichiatra che gli dice che una sua cliente, Sharon, sembra fatta apposta per lui.
Ritiratosi a casa, Emilio lo raggiunge e lo impala.

## Collegamenti ad altre pellicole
Il film che Peter e Rachel guardano in tv è Nosferatu il vampiro di Friedrich Wilhelm Murnau del 1922.

## Curiosità
La bizzarra espressione facciale che Peter assume nella scena in cui parla con Alva in ufficio ha ispirato il meme di Internet you don't say? (ovvero "ma va?!").